# Henri Louis Augustin de Boissieu
Henri Louis Asgustin de Boissieu (Alto Loira, 1741 - Quiberon, 1795) era un general francés, encargando de Tullerías en el momento del golpe de Estado del 10 de agosto de 1792, y muerto en el momento del desembarco monárquico de Quiberon en 1795.

## Oficial del ejército del Rey
Hijo del teniente coronel Joseph de Boissieu, Henri entra a los 12 años de edad a la Escuela militar. Sirve de oficial en las campañas de Alemania (1759-1761), luego en Córcega (1769). Es promovido mariscal de campo en 1788.
- Datos: Q728450